# Frankenstein (Rhénanie-Palatinat)
Pour les articles homonymes, voir Frankenstein.
Frankenstein est une municipalité de la Verbandsgemeinde Hochspeyer, dans l'arrondissement de Kaiserslautern, en Rhénanie-Palatinat, dans l'ouest de l'Allemagne.

## Références

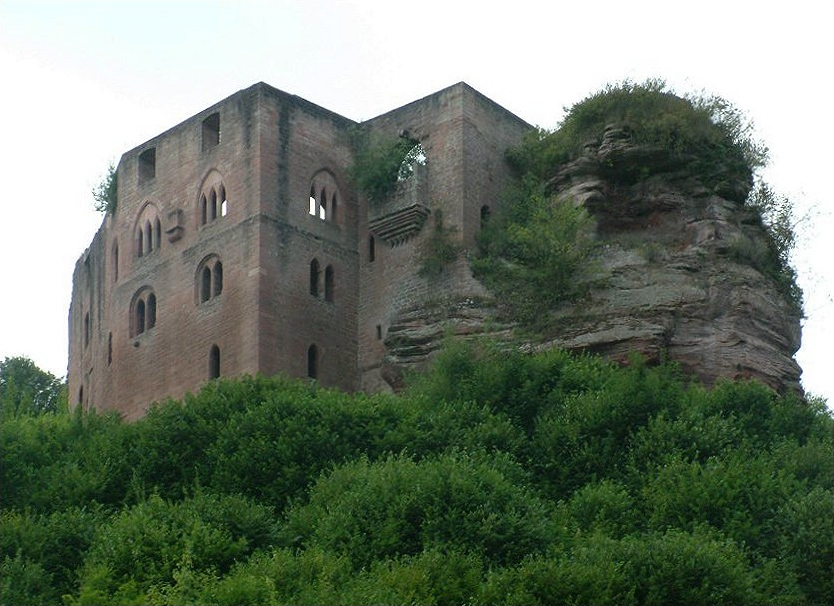
Château de Frankenstein.
Localisation de Frankenstein dans la Verbandsgemeinde et dans l'arrondissement.